# Hamburger Turnerschaft von 1816

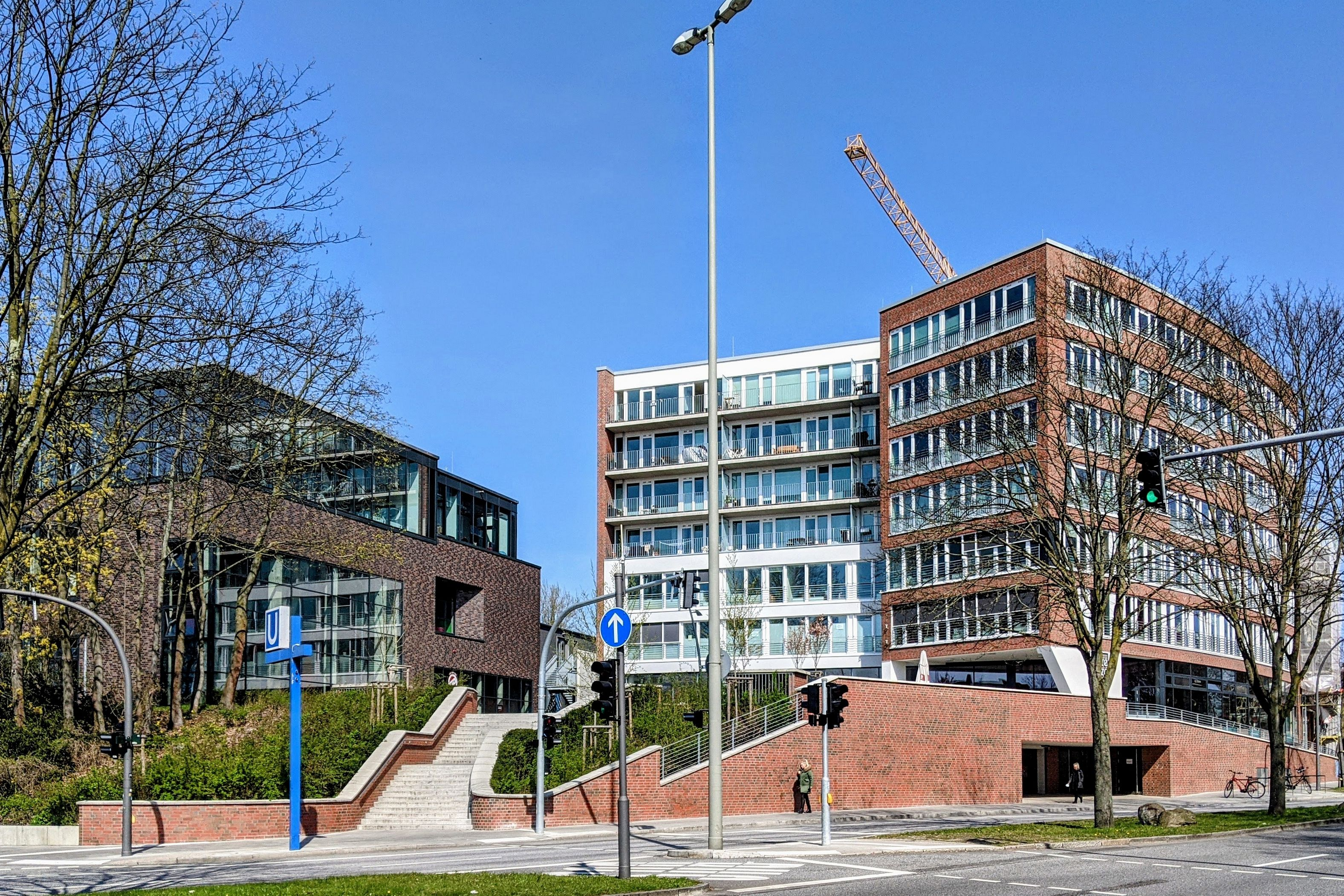
Neubau des HT-16-Sportzentrums am Sievekingdamm (April 2021)

Die Hamburger Turnerschaft von 1816 r. V. (kurz HT 16) ist nach eigenen Angaben der älteste durchgängig existierende allgemeine Sportverein der Welt. Es gibt lediglich ältere Schützenvereine, die aber ursprünglich nicht die Leibesertüchtigung, sondern die Verteidigung des Ortes als Zweck hatten.

## Geschichte

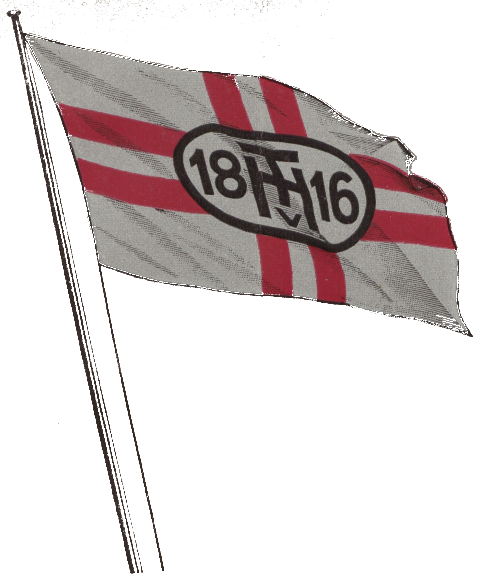
Vereinsfahne im Jahr 1926

Die HT 16 entstand, als Hamburger Bürger nach dem Vorbild des Turnplatzes auf der Hasenheide in Berlin, den Friedrich Ludwig Jahn erbaut hatte, ebenfalls einen Platz in Hamburg errichteten. Sie wurde auf Initiative des aus Dänemark stammenden und in Altona ansässigen Fechtlehrers Gotthard Nicolai, der zuvor bereits eine Turnanstalt auf „Cordsens Platz“ betrieb, wo jetzt das Spiegel-Gebäude Ericusspitze steht, und dem Jahnschüler und Berliner Bankierssohn Wilhelm Benecke und dem befreundeten, ebenfalls aus Berlin stammenden, Kaufmann Karl Krutisch als „Hamburgische Turnanstalt“ gegründet. Wilhelm Benecke, der während seiner kaufmännischen Ausbildung bei Christian Daniel Benecke familiär untergekommen war, hatte bei diesem im Garten 1815 einen kleinen Turnplatz errichtet und turnte mit dem befreundeten Krutisch und 20 weiteren 1816 temporär im angemieteten Deutschen Lustgarten, in der Gaststätte „Weißes Roß“ und im Englischen Reitstall.

### „Hamburgische Turnanstalt“ in der Johanniskirche

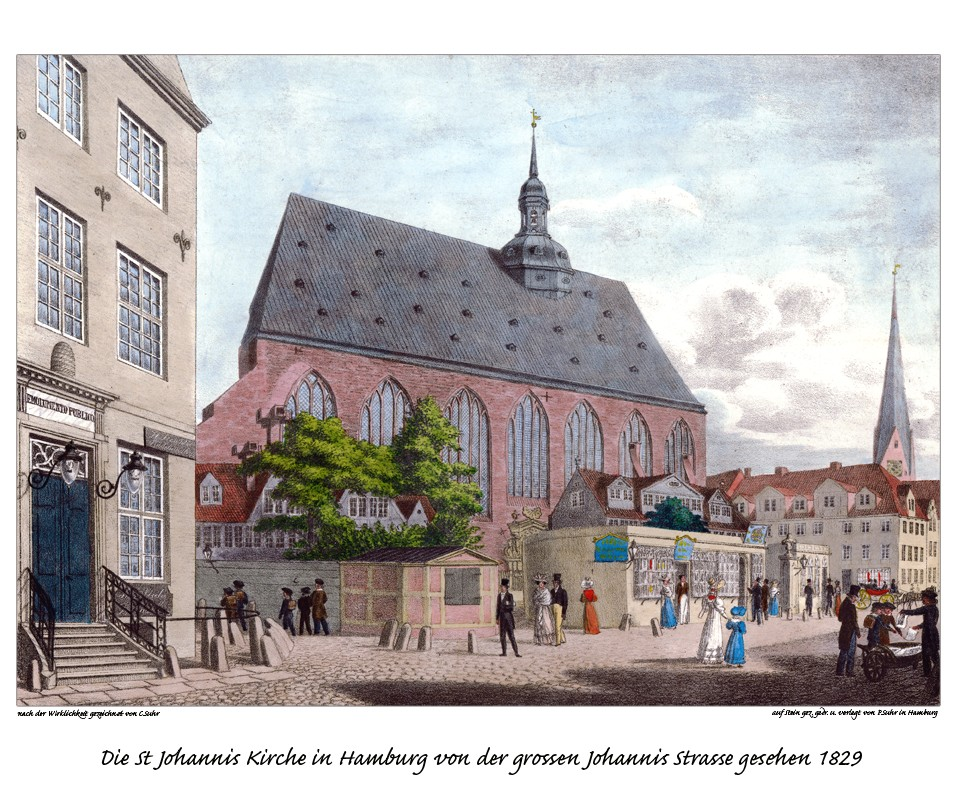
St. Johannis, Lithografie von Peter Suhr, 1829

Der Turnverein nahm am 2. September 1816 seinen Betrieb auf. Zunächst wurde in der 1817 angemieteten Johanniskirche auf dem heutigen Rathausmarkt geturnt, die durch Napoleons Truppen während der Hamburger Franzosenzeit entweiht wurde. Genutzt wurde dort der eingezogene Zwischenboden, wodurch der Begriff „Turnboden“ entstand.
Nachdem den Mitgliedern der militärische Tonfall des ehemaligen Husaren-Leutnants Nicolai missfiel, übernahm Benecke 1818 die Turnanstalt und die Johanniskirche von diesem, da ihm persönlich Nicolais kommerzielles Interesse widerstrebte. Bevor er im April 1819 wieder nach Berlin zurückkehrte, schuf er noch eine demokratische Turnordnung, wodurch die Turnanstalt faktisch zum Verein wurde. Zu dieser Zeit hatte die HT 16 166 Mitglieder. Obwohl Bürgermeister Christian Daniel Benecke die Durchsetzung des erlassenen Turnverbots in Hamburg verhinderte, sank die Mitgliederzahl dann auf 71 Mitglieder. Ab Januar 1822 waren die Mitglieder durch drei für ein Vierteljahr gewählte Beisitzer vertreten. Nach Lockerung des Turnverbots gab es nach einem vorherigen Auf und Ab dann 1824 wieder 122 Mitglieder. 1826 wurde erstmals ein namentliches Mitgliederverzeichnis eingeführt.
Ab Februar 1828 durfte in der baufälligen Johanniskirche nicht mehr geturnt werden, woraufhin beim Hamburger Senat um Bereitstellung einer anderen Turnstätte gebeten wurde.

### Nutzung des Ericus-Turngeländes
Der Senat überließ der Turnerschaft am 28. April 1828 per Dekret aufgrund eines Gutachtens vom Dezember 1827 durch Friedrich Karl Kraft, dem Direktor des Johanneums, einen Platz mit 250 m²-großem Schuppen für den Winterturnbetrieb auf der Bastion Groß-Ericus der ehemaligen Hamburger Wallanlagen. Ein Gesuch der Bürger um Überlassung eines Geländes in der Bastion David zwischen Lombardsbrücke und Ferdinandstor vom Mai 1821 wurde zuvor am 1. Oktober 1821 seitens des Senats aufgrund eines Gutachtens von Johann Gottfried Gurlitt abgelehnt.
Im Juni 1828 wurde dann auf dem vom Senat zugewiesenen Areal der Turnbetrieb aufgenommen. Wegen Errichtung eines Cholera-Baracke auf dem Ericus-Gelände war dieses im Jahr 1831 zeitweise verödet; nur noch sieben Mitglieder turnten zu dieser Zeit. Im Rahmen der Beteiligung an der 25-jährigen Jubiläumsfeier mit Fackelzug der ersten Befreiung Hamburgs am 18. Oktober 1838 hielt Karl Heinrich Schleiden als Mitglied der Turnerschaft die Rede am Feuer. Beim vorletzten Fackelzug, am 17. Oktober 1845 hielt Ferdinand Kunhardt, eingetreten am 29. Mai 1833, die Rede am Feuer. Auf seinen Antrag hin beschloss der Turnrat, am 3. Januar 1846 wurden Geleitbriefe eingeführt. Bei derselben Versammlung beschloss man, Adolf Overweg, seit dem 4. Oktober 1837, der beabsichtigte, die süddeutschen Turnfeste zu besuchen und dort die Turnerschaft zu repräsentieren, eine Vollmacht hierfür auszustellen. Das dafür benötigte Siegel mit den vier „F“ des Deutschen Turner-Bunds wurde von den Gebrüdern Nathan gefertigt und am 30. März 1846 beschafft. Am 29. Juni 1847 beschloss man die Einführung von Stabübungen, am 22. September 1747 machte man die Turnratssitzungen öffentlich. Am 11. November 1847 wurden erstmals Kassenprüfer gewählt, einer der beiden war August Bollmann, der spätere Turnwart.

#### Turner-Verein (1838–1850), Büchersammlung, musikalische Betätigung
Am 24. Oktober 1838 gründeten Mitglieder der Turnerschaft zusammen mit namhaften Künstlern und Gelehrten den sogenannten „Turner-Verein“ innerhalb der HT 1816. Den Vorschlag zur Gründung brachte der spätere HT 16-Turnwart Friedrich Glitza ein. Hierbei handelte es sich um einen regelmäßigen Gesprächskreis über gesellschaftliche Themen. Diese Unterorganisation mit eher „turnpassiven“ Mitgliedern bestand bis 1850 und umfasste 200 Mitglieder. Man traf sich eher im Gesprächskreis und unterhielt sich über gesellschaftliche Themen. Der „Turner-Verein“ erlebte unter Glitzas Vorsitz seinen Höhepunkt 1841.
Im Februar 1839 beschloss man auf Antrag des „Turner-Verein“-Mitglieds Johann Friedrich Bendix (1811–1867) hin die Einrichtung einer Büchersammlung. Der Buchhändler Carl J. Romagnolo (1805–1853) steuerte als erstes Mitglied mit einer Schenkung des zweiteiligen Werks Bildersaal deutscher Dichtung von Follens (Winterthur 1828/29) zur Sammlung bei. Am 18. Oktober 1840 wurde beim Hauptturnen auf Groß-Ericus die erste schwarz-rot-goldene Vereinsfahne des Turnerbundes, geschenkt von Sophie Luise Keßler, geborene Schumacher, geweiht. Sie war die älteste deutsche Sportvereinsfahne. Am 2. September 1841 wurde dem amtierenden Turnwart Georg Thiel zur 25-jährigen Mitgliedschaft ein Silberbecher überreicht, deren Zeichnungen der Hamburger Künstler Martin Gensler, der zusammen mit seinen Brüdern Günther und Jacob Gensler dem „Turner-Verein“ angehörte, die Zeichnungen entworfen hatte.
Am späten Abend des 5. Oktobers 1841 sangen Mitglieder der Turnerschaft von 1816 und der Hamburger Liedertafel im Beisein Hoffmanns erstmals öffentlich das Deutschlandlied vor Streit’s Hotel in Hamburg, in dem Carl Theodor Welcker gastierte. Am 18. Oktober 1841 schlug Glitza die Bildung eines Turner-Gesangsvereins vor. Die Leitung des Quartetts wurde eine Woche darauf von Johann Jacob Maegelin (1788–1875), August Bollmann, dem späteren Turnwart, und dem Harfenisten und Organisten (Johann) Nicolaus Schaller (1808–1865) übernommen. Am 4. Juli 1849 wurde die Turner-Liedertafel gestiftet.

#### Weitere Entwicklung
Nach dem Hamburger Brand im Jahr 1842 wurde der Turn-Schuppen zeitweilig fremdgenutzt. Am 26. Juni 1846 wurden vom Turnrat Freiübungen beschlossen. Am 2./3. August desselben Jahres nahmen Mitglieder des Vereins beim Großen Turnfest in Heilbronn teil. 1848 gründete sich im Verein ein bewaffnetes Turnercorps in der Stärke von 101 Mann unter Führung von August Bollmann – damals Hauptmann im Bürgermilitär –, das am 15. Mai des Jahres mit Exerzierübungen begann.

### Auf der ehemaligen Kaiserwiese

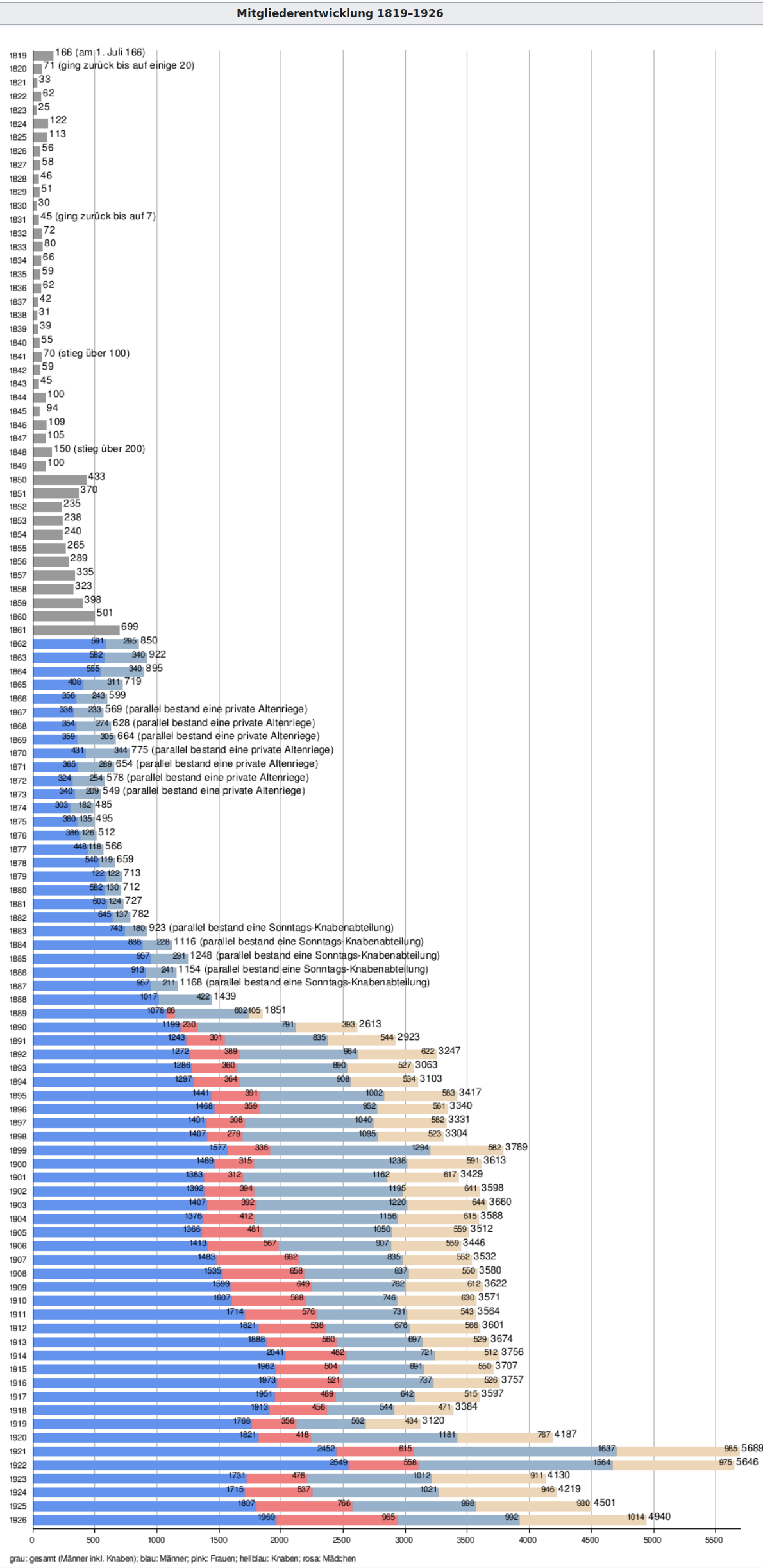
Mitgliederentwicklung von 1819 bis 1926

1848 wurde der Bau einer vereinseigenen Halle beschlossen. Am 15. Oktober 1848 wurden der HT 16 per Senatsdekret die Kaiserwiese zunächst für zehn Jahre bis „Michaelis“ 1858 überlassen. Das Richtfest der 630 m²-großen Halle wurde am 13. Oktober 1849 gefeiert. Mit einem Hauptturnen wurde die neue Halle am 25. November 1849 eingeweiht.
Mit dem Inkrafttreten der am 27. März beschlossenen neuen Vereinsgesetze am 1. April 1850 wurden die Sitzungen der Turnerschaft, der Hauptversammlung und der Vorturnerschaft getrennt protokolliert. Die Vereinigung bezeichnete sich erstmals als „Hamburger Turnerschaft“ und betrachtete sich formal als Verein, wenn auch juristisch noch lange nicht als altrechtlicher Verein anerkannt.
Am 12. Juni 1853 wurde die von mehreren Damen geschenkte zweite Fahne der Deutschen Turnerschaft mit dem 1846 in Heilbronn vorgeschlagenen Turnerkreuz eingeweiht. Am 7. Oktober 1854 wurde der Vereinsvorsitzende erstmals von der Hauptversammlung der Turnratsmitglieder gewählt und nicht mehr vom Turnrat bestimmt; Bollmann wurde dabei im Amt als Turnwart bestätigt.
1858 bekam die HT 16 das Areal auf der Kaiserwiese bis 1863 verlängert. Für die Beteiligung am Schillerfestzug am 13. November 1859 anlässlich des 100. Geburtstags Friedrich Schillers schuf der Bildhauer Ludwig Winck (1827–1866), Mitglied seit dem 30. März 1842, in der Vereinshalle eine Bronzeskulptur, deren Kopf er Mitte 1860 der Turnerschaft schenkte. Die Statue wurde am Endpunkt des Festzugs aufgestellt. Die überlassene Büste wurde später in der Turnhalle aufgestellt.
Im Juni 1860 beteiligte man sich am ersten Deutschen Turnfest in Coburg mit 18 Mitgliedern und zwei ehemaligen Mitgliedern. 1861 hatte die HT 16 über 1.000 Mitglieder. Auch beim 2. Deutschen Turnfest nahm man mit 20 Mitgliedern teil. Zu gleicher Zeit fand auf dem eigenen Turnplatz in Hamburg eine Erinnerungsfeier an Turnvater Jahn statt, bei der um die 1.000 Turner aus Hamburg, Altona und Umgebung teilnahmen. Die aufgestellte Jahn-Büste verblieb in der Halle der HT 16. Im Rahmen der Hauptversammlung vom Februar 1862 wurde beantragt, das vorgeschriebene „Du“ als Anrede unter Mitgliedern aus den Vereinsgesetzen herauszunehmen. Dies wurde auch später immer wieder mal beantragt, aber stets abgelehnt. 1863 nahm man am 3. Deutschen Turnfest in Leipzig teil und im Herbst des Jahres erhielt die Turnhalle eine Wasserleitung.
1864 wurde die Kaiserwiese vom Senat für weitere 25 Jahre gerechnet ab 1863 überlassen. 1866 wurde die Haupthalle dann auf über 850 m inklusive Neben- und Heizräumen vergrößert. Die Pläne für den Anbau entwarfen die vereinsangehörigen Architekten Christian Timmermann und Gustav Schrader (Chr. Timmermann & Co.). Im Turnanzug nahm man am 10. Mai 1866 bei der Enthüllung des Schillerdenkmals, das Julius Lippelt, Mitglied seit dem 11. Oktober 1843, modelliert hatte. Im Juli darauf wurde die erste Turnfahrtenkommission gewählt und im gleichen Jahr verfasste Otto Beneke, Mitglied seit 1870, Vereinsmitglied bis 1828, als Festgabe anlässlich des 50-jährigen Bestehens Die Hamburgische Turnanstalt von 1816 – Erinnerungen aus der Zeit ihres Entstehens und Aufblühens. Im Dezember übergab Johann Christian Wraske, Mitglied seit dem 21. April 1838, eine von ihm in Öl gemalte Kopie des im Familienbesitz befindlichen Porträts des Gründers Wilhelm Benecke, das im Original Friedrich Carl Gröger 1818 gemalt hatte. Am 1. September 1867 schenkte er der Turnerschaft ein weiteres von ihm gemaltes, überlebensgroßes Ölgemälde mit einer Darstellung des Turnvaters Jahn. Beim Kreisturntag in Schwerin am 22. August 1869 wurde die HT 16 als selbstständige „Gruppe 11b“ außerhalb der bisherigen Gruppe „Hamburg“ zugelassen.
Die Mitgliederzahl wuchs bis 1870 auf 1.500. Im März 1870 separierte man die Knabenabteilung von den Erwachsenen und erließ für beide Gruppen getrennte Gesetze. Im Juni darauf fand die erste offizielle Pfingstfahrt statt, die ab dieser Zeit jährlich durchgeführt wurde. 20 Mitglieder fuhren beim ersten Mal zum Schaalsee.
Beim IV. Allgemeinen Deutschen Turnfest 1872 in Bonn beteiligten sich nur wenige Mitglieder der Turnerschaft. 1873 erschien der Jahresbericht erstmals in gedruckter Form. Bei der Einweihung des Hermannsdenkmals war die HT 16 als ältester deutscher Turnverein mit vier Mitgliedern repräsentiert, die das Vereinsbanner mitführten. Beim 60-jährigen Stiftungsfest am 2. September 1876 wurden Alten-Riegen und der „Verein älterer ehemaliger und jetziger Mitglieder“ unter dem Vorsitz Bollmanns gegründet. Am 9. Oktober 1877 gründete sich das nach dem Wahlspruch der Turnerschaft bezeichnete Quartett „Frisch, Fromm, Froh, Frei“ in der Turnerschaft. Im März 1878 gab man einen Teil des Platzes dem Staat Hamburg zurück, der dort Anlagen errichtete. Wraske übergab der Turnerschaft im Oktober 1879 sein Porträtgemälde des im Mai des Jahres verstorbenen Turnwarts Gustav Gosewisch.

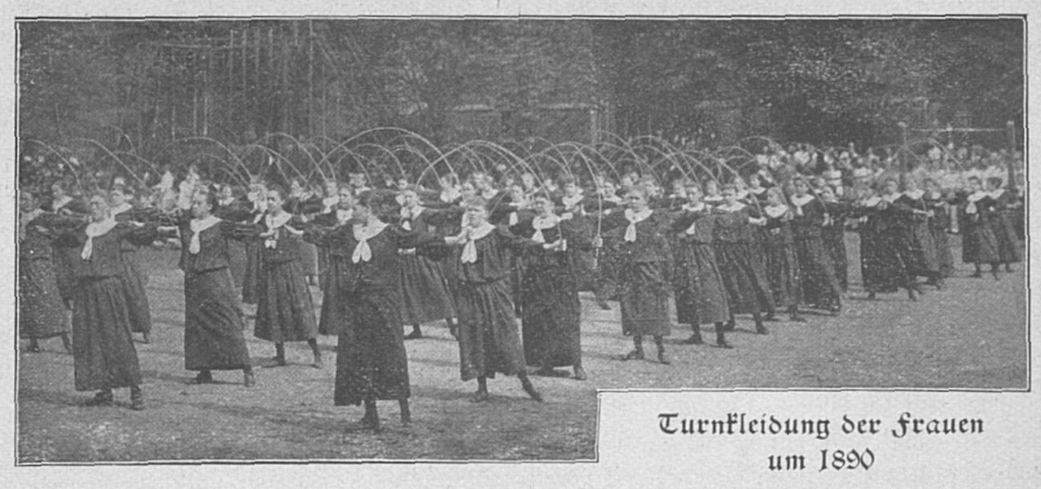
Frauenturnen um 1890

1880 empfing man die 244 deutsch-amerikanischen Turner sowie einige Tage darauf auch die sieben Turner aus Milwaukee, die am V. Deutschen Turnfest in Frankfurt am Main teilnahmen. Von der HT 16 nahmen 64 Mitglieder an der Veranstaltung teil. Am 6. Juni 1888 durften auch Frauen und damit auch Mädchen unter Leitung eines Turnlehrers den Übungsbetrieb aufnehmen.
Die Kaiserwiese wurde bis Anfang der 1950 als Turnplatz von der HT genutzt, auch das Hauptturnen zur 100-Jahr-Feier 1916 wurde dort veranstaltet.

### In der ersten „Jahnhalle“

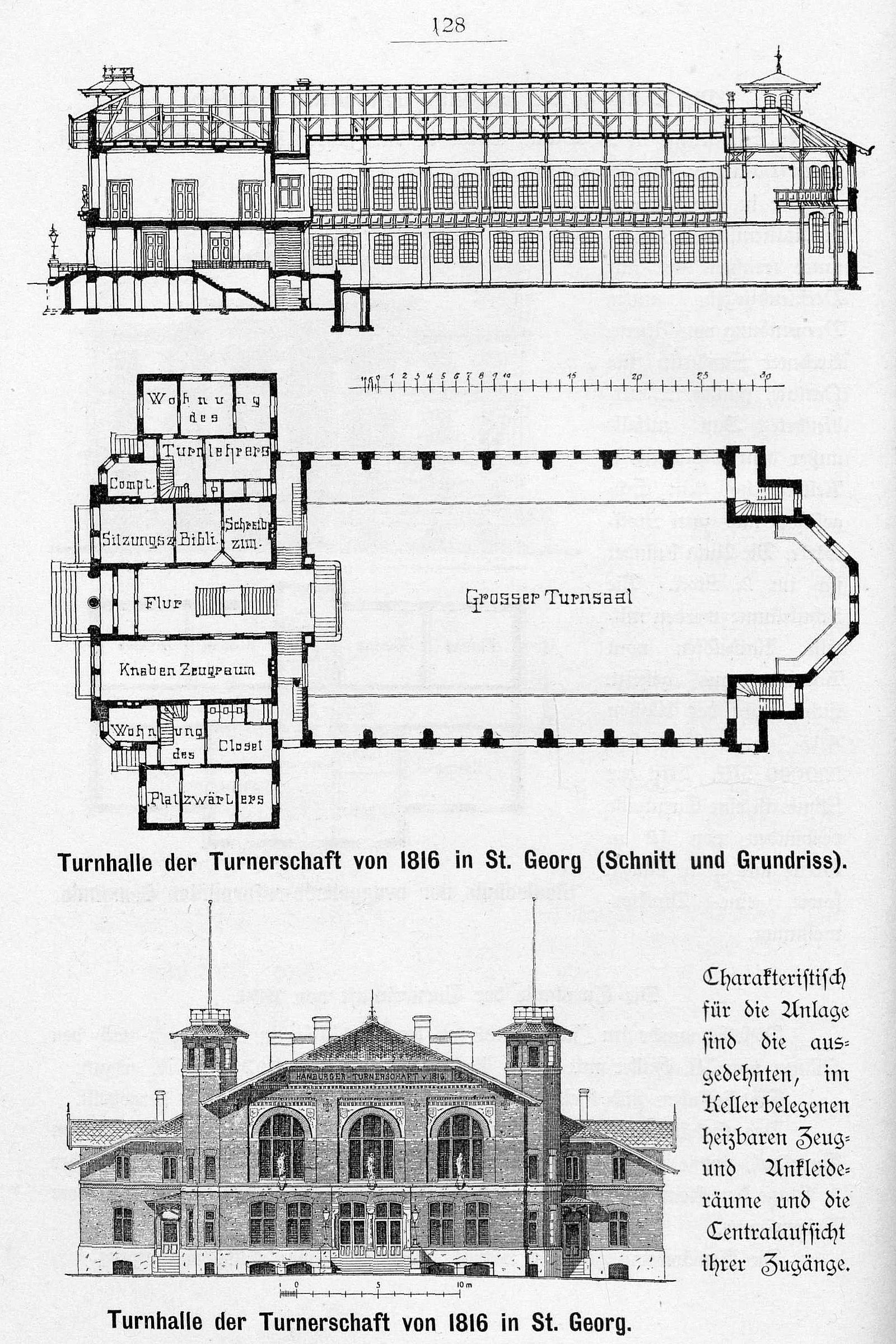
Alte „Jahnhalle“ in Hamburg und seine Bauten 1890

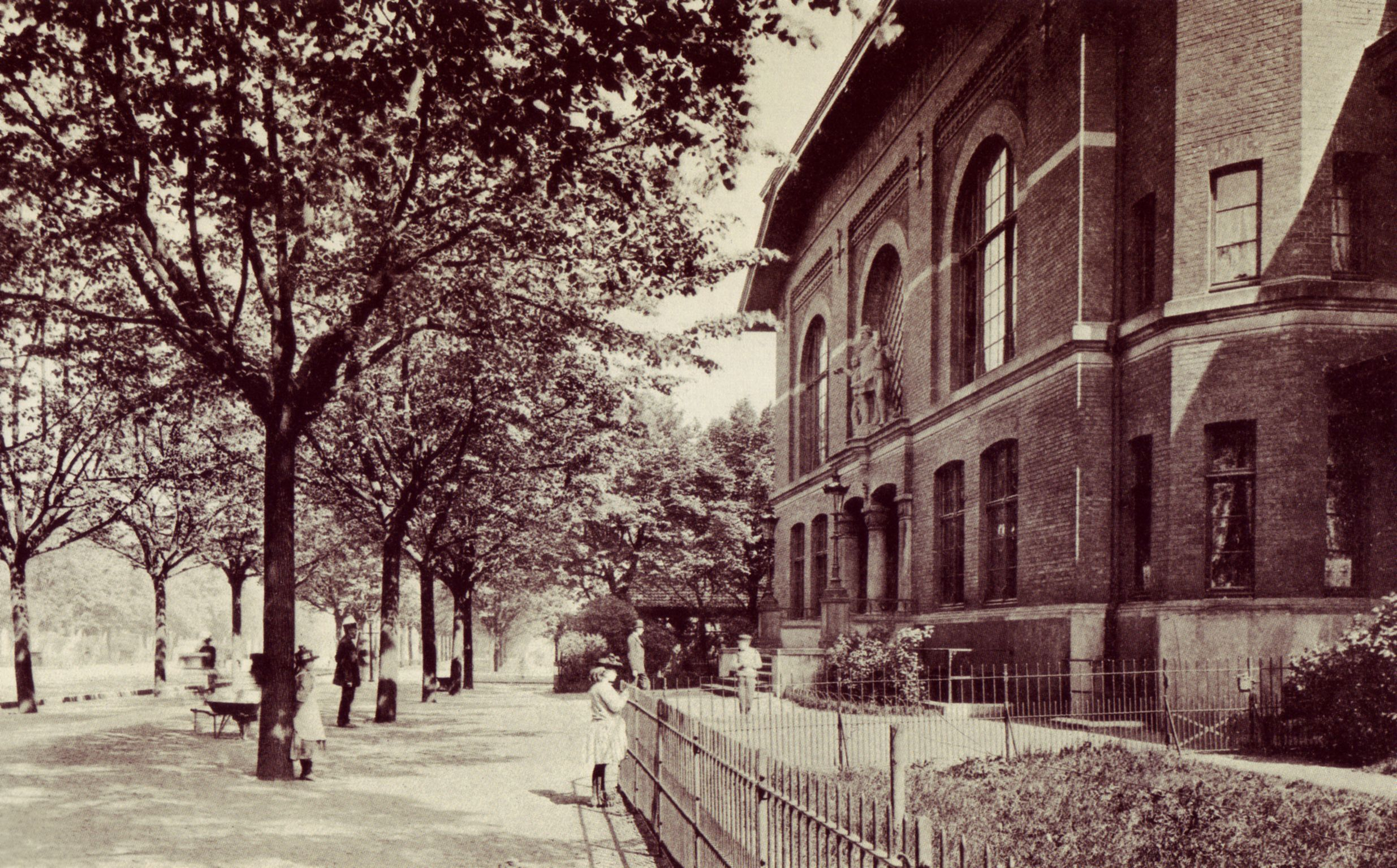
Alte „Jahnhalle“, Foto von 1901

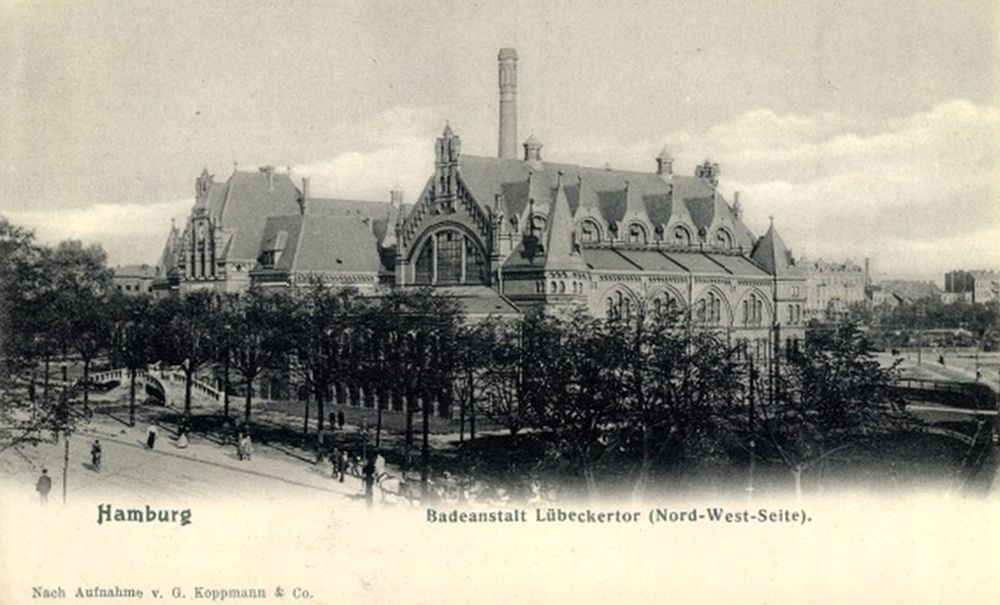
Badeanstalt Lübecker Tor

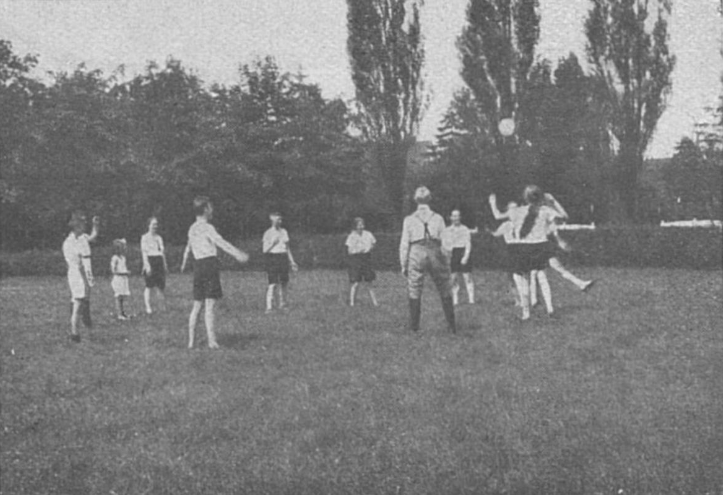
Außenabteilung Fuhlsbüttel um 1926 beim Turnspiel

1888 wurde an der Großen Allee (heute Adenauerallee) die Jahnhalle als Vereinsturnhalle mit über 1.250 m² als damals größte Sporthalle in Deutschland erbaut. Frauenturnen wurde nun durch erweiterte Umkleiden möglich. Die Mitgliederzahl stieg auf 1.850 Personen. Nach der Gründung des Deutschen Schwimm-Verbands im Jahr 1866 fand das Schwimmen auch in der HT 16 mehrere Anhänger.
1898 richtete man das IX. Deutsche Turnfest des Turnerbundes in Hamburg aus. 1893 wurden zwei weitere Hallen hinzugebaut; die Mitgliederzahl wuchs 1900 auf 3.300 Personen. Weitere Flächen mit insgesamt 16.000 m² für Leichtathletik, Turn- und Ballspiel für die 1910 gegründete Sportabteilung wurden am Hornerweg erworben und am 1. September 1912 in Betrieb genommen. Am 12. Dezember 1912 wurde ein regelmäßiger Bade- und Schwimmabend in der Badeanstalt Lübecker Tor beschlossen, der aber wegen einer fehlenden Schwimmleitung zunächst wenig in Anspruch genommen wurde. Am 17. Mai 1914 wurde eine eigene Schwimmabteilung unter Leitung von Wilhelm Schumacher gegründet, die wegen des Ersten Weltkriegs, als ohnehin viele Mitglieder zum Militärdienst herangezogen wurden, schon kurz nach Gründung für knapp fünf Jahre zum Erliegen kam. Einige der jüngeren Mitglieder verblieben während des Krieges in der Jugendkompanie. Zu Beginn des Weltkriegs zählte man bereits fast 3.800 Mitglieder.

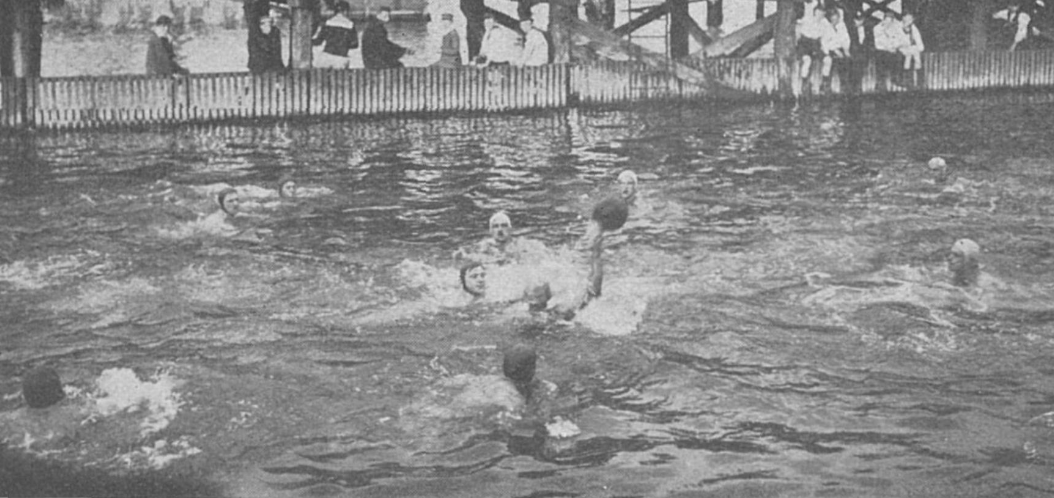
Wasserballspieler um 1926

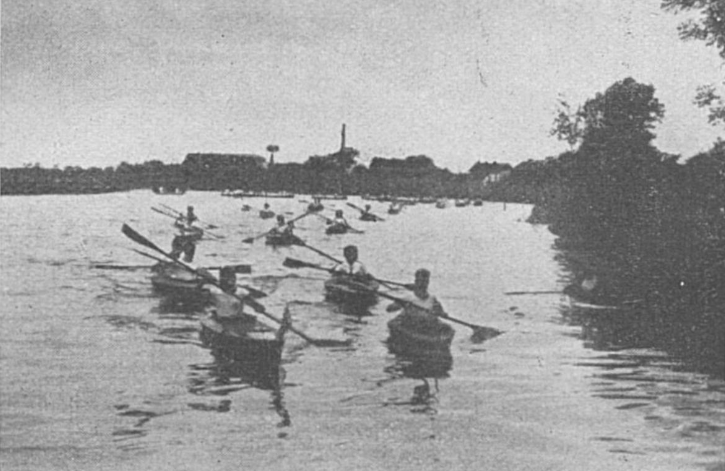
Kanuten um 1926

Nach Ende des Krieges wurden mit der Hauptversammlung am 1. Februar 1919 den Frauen der HT 1816 Mitgliedsrechte und somit auch Sitze im Turnrat zugestanden. Die 1910 gegründete Sportabteilung der Hamburger Turnerschaft schloss sich am 27. März 1919 mit dem St. Georger Fußball-Klub von 1895 zur Sport-Vereinigung St. Georg der H. T. v. 1816 zusammen. Am 18. Juni des gleichen Jahres gründete sich die Fechtabteilung und im gleichen Jahr auch der Jugendkreis des Vereins, der später in Ardestorf ein eigenes Landheim gründete. Am 14. September 1919 wurde die Schwimmabteilung Mitglied im Deutschen Schwimm-Verband. Am 4. Juli 1920 richtete die Schwimmabteilung das Gauschwimmfest des Sportgaus I aus. Im Winter 1920/21 fokussierte man sich auf die Nichtschwimmerausbildung. Im Winter darauf wurde Wasserball in das Trainingsangebot aufgenommen. Auch der Wegfall der allgemeinen Wehrpflicht aufgrund des Versailler Vertrags brachte viele Neumitglieder, die im Turnen ihren Ausgleich suchten. So kam es 1921 zu einem so starken Mitgliederanstieg, dass man sich entschied, Ende 1922 Turnen und Sport innerhalb des Vereins zu trennen. In diesem Zusammenhang wurde auch der 1910 mit dem St. Georger Fußball-Klub geschlossene Bund am 31. März 1923 wieder aufgelöst, wodurch die HT 16 aber auch viele nur-sporttreibende Mitglieder verlor.
Am ersten deutschen Städtewettkampf in der St. Pauli-Turnhalle am Heiligengeistfeld, dem sich ein Jahr darauf auch die Turner aus Leipzig anschlossen, nahmen drei 1816er-Turner seitens der Hamburger Turner teil. Am 15. Mai 1924 trat die Schwimmabteilung wegen der Trennung des Sports vom Turnen aus dem Deutschen Schwimm-Verband aus, woraufhin auch die Masse der Schwimmer die HT 16 verließ. Dennoch konnte die am 7. April 1922 gegründete und kurz darauf im Deutschen Kanu-Verband aufgenommene Wassersportabteilung bald erfolgreich aufgebaut werden. Nach dem Titelgewinn als Gaumeister Groß-Hamburg im August 1924 wurde die Wasserballmannschaft beim Schwimmfest der Deutschen Turnerschaft 1925 in Frankfurt am Main Deutscher Meister im Wasserballspiel.
1926 hatte die HT 16 vier Männerturnabteilungen, jeweils fünf Turnabteilungen für Frauen, Knaben und Mädchen und eine hinzugekommene gemischte Außenabteilung in Fuhlsbüttel. Neben den klassischen Turnarten nach Jahn (inklusive Spielen, Wandern und Fechten) wurde in Sonderabteilungen im Wasser Schwimmen sowie auf dem Wasser Wassersport, Tennis (ab dem 18. Juli 1922 wurde die neue Anlage im Hammer Park mitgenutzt; Aufnahme im Deutschen Tennis Bund dann 1924), Faustball, Handball, Fußball (eingeführt im Verein 1924), Schlagball und andere Sportarten angeboten. 1921 und 1923 gewann der Klub die deutsche Schlagballmeisterschaft der Frauen.
1927/28 erfolgten Um- und Erweiterungsbaumaßnahmen der Halle und der Verein wuchs auf fast 4.900 Mitglieder an. Leistungsmäßig hatte die HT 16 im Jahre 1928 den stärksten Anteil an der Hamburger Kunstturn-Städtemannschaft. Am 30./31. März 1929 kam es zu einem eindrucksvollen Schauturnen der Hamburger Turnerschaft im Concertgebouw zu Amsterdam. In Billstedt erwarb der Verein 1931 ein weiteres Grundstück mit 36.000 m² und überschritt die Mitgliederzahl von 5.000 als damals größter Verein Deutschlands.
Die alte Jahnhalle, 1939 für Kriegszwecke beschlagnahmt, wurde im Zweiten Weltkrieg 1942 ausgebombt.

### Nachkriegszeit und zweite „Jahnhalle“

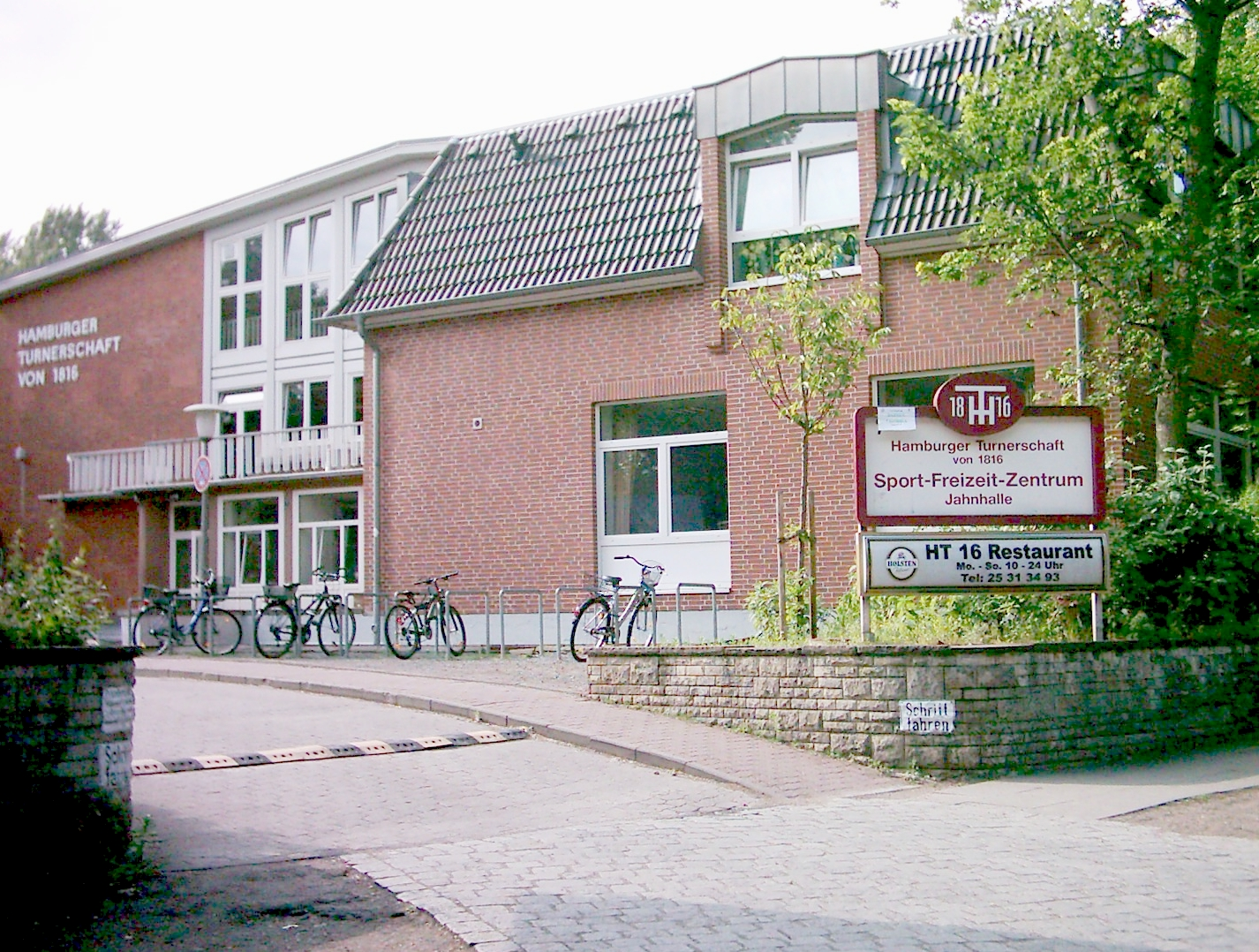
HT 16-„Jahnhalle“ am Sievekingdamm (2019 abgerissen)

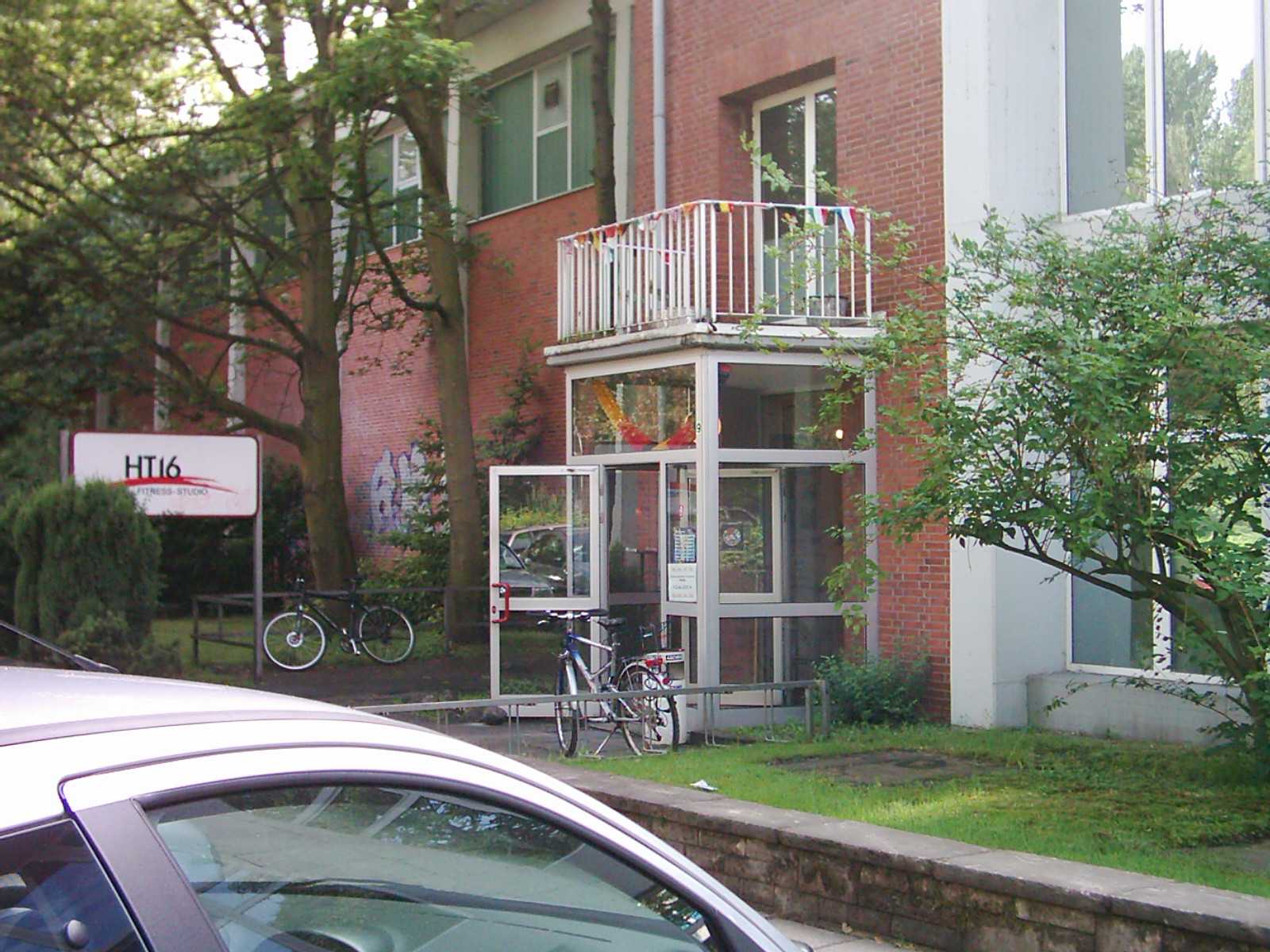
HT 16-Fitnessstudio (2019 abgerissen)

Im Nachkriegsdeutschland wurde die Ruine der alten Jahnhalle zur Unterbringung Obdachloser genutzt und die HT 16, die über keine eigenen Sportstätten mehr verfügte, behalf sich durch Trainings in Schulen und bei Nachbarvereinen. Mit der alten Vereinsfahne wurde ebenfalls 1953, im Jahr als man erneut das Deutsche Turnfest ausrichtete und wieder auf 2.000 Mitglieder angewachsen war, in Hamburg das Banner des Deutschen Turner-Bundes geweiht. Bereits 1954 erbaute man in Hamburg-Hamm eine neue Tennisanlage. Bereits Mitte der 1950er Jahre nahm eine Wasserballabteilung an der Winterrunde des Verbandes teil. Zudem gab es im Verein eine Faustball-Abteilung, die ebenfalls in den 1950er in der Damen-Landesliga, der damals höchsten Spielklasse, antrat.
1959 konnte unter dem Vorsitzen Hans Reip für einen Millionenbetrag die neue Jahnhalle am Sievekingdamm in Hamm eingeweiht werden und man verfügte wieder über mehr als 2.400 Mitglieder. 1968 folgte eine Filiale in Querkamp in Horn und man wuchs auf über 5.000 Mitglieder.
Im Oktober 1971 gründete Hans-Georg Ilker, damals stellvertretender und später Vereinsvorsitzender, die erste Sportgruppe Deutschlands speziell für Herzinfarkt-Genesende in der HT 16. In den 1970er Jahren spielten die Handballdamen in der Regionalliga Nord
In den 1980er-Jahren konnte der Verein mehr als 8.550 Mitglieder vorweisen und zählte damit zu jener Zeit zu den fünf größten Sportvereinen der Bundesrepublik. Im Mai 1993 richtete die HT 16 wiederum das 37. Deutsche Turnfest aus.
1991 anlässlich ihres 175-jährigen Bestehens präsentierte die Hamburger Turnerschaft zusammen mit der Dresdner Bank die Wanderausstellung „Sport in Deutschland – von Turnvater Jahn bis zur Gegenwart“. Wilfried Sohl (Dresdner Bank) und Hans-Georg Ilker (Hamburger Turnerschaft) hatten dazu die mehr als 300 Gäste, darunter Senator Werner Hackmann und Hans Hansen, Präsident des Deutschen Sportbundes, begrüßt. Unter der wissenschaftlichen Leitung von Horst Ueberhorst und Gerhard Reckendorf von der Ruhr-Universität Bochum war diese ausführliche Turn- und Sportgeschichte zusammengestellt worden.
2011 geriet der Verein in Zahlungsschwierigkeiten und hatte nach Überprüfung 4.300 Mitglieder. Heute ist die HT 16 ein allgemeiner Sportverein mit (Stand: 2018) 5.000 Mitgliedern, der in den Stadtteilen Hamm, Horn und Billstedt beheimatet ist und mit dem Sport- und Freizeitzentrum am Sievekingdamm, dem Sportpark Öjendorf und dem HT 16 Fitness-Studio drei große vereinseigene Anlagen besitzt.

### Vereinsvorsitzende
| Bild | Name                               | Bezeichnung              | von – bis                                      | geboren                 | gestorben                  | Anmerkungen |
| ---- | ---------------------------------- | ------------------------ | ---------------------------------------------- | ----------------------- | -------------------------- | --- |
|      | (Johann) Wilhelm Benecke           | Turnwart                 | 00Gründung – 1.4.1819                          | 19. Sept. 1797, Berlin  | 9. Dez. 1827, Schmiedeberg | Gründer der HT 16; Sohn von Etienne Benecke (1768–1806), dem Mitbegründer des Bankhauses Gebrüder Benecke; kam nach einjährigem Aufenthalt in Prag 1815 Nach Hamburg, wo er bei Christian Daniel Benecke die kaufmännische Ausbildung machte, später Teilhaber des Bankhauses |
|      | Friedrich Johannes Frommann        | Turnwart                 | 001.4.1819 – 15.6.1820                         | 9. Aug. 1797, Züllichau | 6. Jun. 1886, Jena         | zuvor Vorturner; später Verleger, Buchhändler, Politiker |
|      | Georg Heinrich Mönch               | Turnwart                 | ① 15.6.1820 – 29.3.1821 ② Mrz. 1823 – 1824     | 5. Jan. 1797, Hamburg   | 15. Jul. 1847              | zuvor Vorturner; Kaufmann, später Prokurist bei Christ. Math. Schröder & Co. |
|      | Eduard Bülau                       | Turnwart                 | ① 29.3.1821 – 5.7.1821 ② 27.9.1822 – Mrz. 1823 | 24. Apr. 1802, Hamburg  | 20. Juli 1871              | ältester der drei Bülau-Brüder, zuvor Vorturner; später promovierter Jurist, Aktuar am Niedergericht |
|      | Stephan, eigentl. Etienne Benecke  | Turnwart                 | 0029.3.1822 – Mrz. 1823                        | 20. Jun. 1800, Berlin   | 21. Apr. 1877, Mexiko      | Bruder von W. Benecke, Kaufmann, Teilhaber des Bankhauses Gebrüder Benecke ab 1822 London, später Mexiko, deutscher Konsul |
|      | Franz Bülau                        | Turnwart                 | 001824 – Mrz. 1826                             | 4. Feb. 1806, Hamburg   | 26. Jun. 1879              | jüngster Bülau-Bruder; später Dr. phil, Lehrinstitutsbegründer |
|      | Georg(e) Thiel                     | Turnwart                 | ① Mrz. 1826 – ? ② 1833 od. `34 – 10.10.1846    | 1. Okt. 1846, Hamburg   | 28. Mai 1870               | Gründungsmitglied und Vorturner; Beamter am Dispache-Kontor |
|      | Ferdinand Bülau                    | Turnwart                 | 00ca. 1826/27                                  | 26. Okt. 1804           | 18. Sep. 1879              | mittlerer Bülau-Brüder; später Versicherungsmakler, 1838 Gründer der heutigen Ferdinand Bülau KG |
|      | Ernst Ferdinand Mutzenbecher       | Turnwart                 | 00? – Mai 1828                                 | 18. Dez. 1805, Brockel  | 18. Apr. 1848, Hamburg     | kam als Kind nach Hamburg, Kaufmann, ab Mai 1828 in Peru, hamburgischer Konsul in Lima (1836–1838), dann in Valparaíso (Chile; 1839–1841), letzter Turnwart in der Johanniskirche |
|      | Carl Gödecke                       | Turnwart                 | 00Mai 1828 – 1833 od. `34                      | 28. Mai 1802, Lübeck    | 5. Mrz. 1852, Hamburg      | selbst. Kaufmann |
|      | Friedrich Glitza                   | Turnwart                 | 0010.10.1846 – 29.9.1849                       | 10. Jan. 1813, Hamburg  | 24. Sep. 1897, Hamburg     | auch Turner, fungierte bereits unter Thiel als Amann, verantw. für die Gewinnung des Turnplatzes in St. Georg; später Pädagoge, Politiker |
|      | Theodor de la Camp                 | Turnwart                 | 0029.09.1849 – 4.10.1851                       | 12. Jan. 1818, Hamburg  | 4. Mai 1888 Hamburg        | eingetreten am 22. März 1840; unter ihm entstand die erste Turnhalle auf der Kaiserwiese, gestalte den Verein um; verantw. für die erste Vereinsverfassung; Kaufmann |
|      | August Bollmann                    | Turnwart                 | 007.10.1851 –16.4.1859                         | 9. Feb. 1811, Hamburg   | 7. Mrz. 1884, Hamburg      | Mitglied seit 13. Dezember 1837; hauptberufl. Kerzengießer, ab 1859 in Harburg, wo er u. a. Mitgründer der Harburger Turnerschaft 1858 und Ortsvorsteher war; Bollmann war der erste Vorsitzende, der nicht mehr vom Turnrat, sondern von der Mitgliederversammlung gewählt wurde; sein Enkel war Paul Bollmann Anfangs setzte dieser sich zuvor noch aus dem Turnwart und den Vorturnen zusammen; später kamen der Obersäckelmeister, der Zeugmeister und der Schreiber sowie die Beisitzer hinzu. |
|      | Fritz Louis Nirrnheim              | Turnwart                 | ① 16.4.1859 – 29.9.1866 ② 29.6.1879 – 1886     | 4. Sep. 1830, Hamburg   | 16. Dez. 1906, Hamburg     | Mitglied seit 9. Oktober 1847, ab 1851 Vorturner; leitete eine Privatrealschule in St. Georg, Mitglied der Hamburger Bürgerschaft; Vater von Hans Nirrnheim |
|      | Gustav (Ludwig Gottlieb) Gosewisch | Turnwart                 | 0029.9.1866 – 27.5.1879                        | 24. Mai 1839, Hamburg   | 27. Mai 1879. Hamburg      | Mitglied seit 21. Juli 1859, seit 27.9.1862 Turnerratsmitglied, berief den ersten Fachturnlehrer der die Männerturnabteilung ein |
|      | Ludwig Lambert                     | Turnwart, dann Präsident | ① 1879 – 1892 ② ?– Dez. 1906 ③ 1907 – ?        | 15. Jul. 1853           | ?                          | Mitglied seit 1871, im Turnrat seit 30. April 1878; zuvor ab 1879 Turnwartsammann |
|      | Otto Schliack                      | Vorsitzender             | 001.10.1931 – 30.4.1945                        | 26. Aug. 1880, Cottbus  | 16. Jun. 1960, Hamburg     | Studienrat, Lehrbuchautor |
|      | Willi Wageringel                   | Vorsitzender             | 001.5.1945 – 13.5.1946                         | 6. Jul. 1889            | 29. Nov. 1973              | Versicherungskaufmann |
|      | Alfred Sanders                     | Vorsitzender             | 0014.5.1946 – 1.12.1952                        | 31. Mai 1889            | 1. Dez. 1952               | Kaufmann |
|      | Hans Reip                          | Vorsitzender             | 001952 – 26.4.1974                             | 29. Mrz. 1906           | 11. Jan. 1984              | zuvor stellv. Vorsitzender ab 1949, später Ehrenvorsitzender auf Lebenszeit; Export- und Verlagskaufmann, Journalist, Autor |
|      | Hans-Georg Ilker                   | Vorsitzender             | 001974 – 1992                                  | 1926                    | 14. Apr. 1995              | zuvor stellv. Vorsitzender; zudem Internist und Sportmediziner |
|      | Hans-Jürgen Kopka                  | Vorsitzender             | 001992 – 2000                                  | 18. Jan. 1941, Hamburg  |                            | Fußballschiedsrichter |
|      | Sven Dahlgaard                     | Vorsitzender             | 002000 – 24.5.2013                             | 1954                    |                            | Sozialpädagoge, u. a. Regionalleiter des Hamburger Jugendamts, dann Sozialraummanager in Bergedorf |
|      | André Nöbbe                        | Vorsitzender             | 0024.5.2013 – 29.06.2021                       | 16. Mrz. 1974, Hamburg  |                            | zuvor Finanzvorstand im Verein; Bankkaufmann, Finanzberater für die Deutsche Bank |
|      | Mike Carstensen                    | Vorsitzender             | seit 30.06.2021                                | 1967                    |                            | Handballspieler, Trainer und Abteilungsleitung Handball. Eintritt in den Vereinsvorstand als Verantwortlicher für die Kommunikation & Informationstechnologie. Head of Supply Chain bei der tesa SE im Bereich Automobilindustrie |

## Sportarten
Die Hamburger Turnerschaft von 1816 bietet heute (Stand: Oktober 2011) folgende Sportarten an:
- Ballsportarten: Badminton, Basketball, Fußball, Handball, Inline-Hockey, Prellball, Squash, Tennis, Tischtennis, Volleyball
- Freizeitsport: BBP (Bauch Beine Po), Cardiogymnastik, FitGym, Gesellschaftstanz, Gymnastik, Inlineskaten, Kegeln, Pilates, Step, Workout, Parkour
- Gesundheitssport: Aquagymnastik, Beckenboden-Gymnastik, Diabetessport, Endoprothesen-Gymnastik, Herzsport, Krebsnachsorge, Lungensport, Nordic Walking, Osteoporosegymnastik, Reha-Sport, Wirbelsäulengymnastik
- Kampfsport & Budo: Boxen, Judo, Karate (Wadō-Ryū)

sowie Schwimmen, Triathlon und spezielle Angebote für Senioren und Kinder.

## Weitere namhafte Funktionäre und Sportler
(zu weiteren namhaften Vereinsmitgliedern siehe Kategorie:Person (Hamburger Turnerschaft von 1816))
- Aaron Opoku, Fußballspieler (Jugend)
- Johannes Classen, Vorturner
- Christian Drecke, Handballspieler
- Monika Eichenauer, Handballtorwartin[40]
- Erich Huck, Turner
- Alexander Kribic, Turner
- Willfried Lahrs, Turner und Ehrenmitglied
- Hugo Lüer, Turntrainer, Kampfrichter und Gaumännerturnwart
- Wolfgang Meyer, 2. Vorsitzender
- Wilhelm Hildemar Mielck, Mitglied der „Gedenktafel-Kommission“ nach Kriegsende 1871[9]
- Adolf Overweg, Vorturner[9]
- Hans Pfeiffer, Turner
- Paula Pöhlsen, Turnerin[41]
- Carl August Schröder, Ehrenvorsitzender[13]
- Josef Shirdel, Fußballspieler (Jugend)
- Max Stebens, Turner
- Walter Steffens, Turnlehrer
- Hans Timmermann, Turnlehrer, ab 1968 Bundestrainer[42]
- Deran Toksöz, Fußballspieler (Jugend)
- Andreas Wagner, Fußballspieler (Jugend)